# خلية غروية
الخلايا الغروية هو مصطلح مختلف يطبق في علم النبات وعلم الحيوان على الخلايا التي تنتج مواد لاصقة، أو التي تربط أو تلتقط الفرائس أو الأشياء المتنوعة عن طريق تأمينها بمواد وهياكل لاصقة، أو التي تبدو ناعمة وهلامية. والترجمة الحرفية للمصطلح هو "خلية الغراء"، ولها عدد من المرادفات سيئة التمييز، مثل مولدة المادة الغروية.

## استخدامها في علم النبات
مصطلح "الغروانية" (أو، بشكل أقل رسمية، "خلية الغراء") غير شائع في المنشورات النباتية. يظهر في كثير من الأحيان في النصوص الفرنسية. ومع ذلك، يتم استخدامه أحيانا للإشارة إلى الخلايا الفردية في الأنسجة الأرضية من الأنواع التي تتميز بأنها حمة كولانشيمية.

## استخدامها في علم الحيوان
تنطبق كلمة "collocyte" في علم الحيوان على عدة أنواع مختلفة من الخلايا في أصناف مختلفة تماما، وهناك بعض المصطلحات المتشابهة التي يتم الخلط بينها وبين استخدامها، مثل مولدة المادة الغروية. الاختلافات والتعريفات غير المتسقة بشكل مستقل في التخصصات المهنية. على سبيل المثال، تسمى الخلايا الدبقية أحيانا "خلايا الاصقة" ولكن ليس لديها الكثير من القواسم المشتركة مع الأنواع الأخرى مما يسمى بالخلايا الدبقية
على الرغم من هذه الصعوبات، غالبًا ما تحدث أنواع مختلفة من "الخلايا الدبقية" في أصناف الحيوانات التي لا ترتبط تقريبًا ببعضها البعض، وفي هذه الحالة غالبًا ما تكون غير متماثلة وتختلف بشكل كبير في التشكل والأنسجة والوظيفة. وهذا يشير إلى أنه يجب تخصيص مصطلحات متميزة لمختلف الأنواع. المشكلة واضحة لدرجة أن العديد من العمال يتخلون عن المصطلحات التقليدية لصالح المصطلحات الجديدة لتجنب الالتباس.

### الخلايا الغرولية في الغلاليات
من بين أصناف الحيوانات ذات الشكل الذي يمكن تصنيفها على أنها خلايا غروانية هي يرقات الزلاقات اللاطئة. بالقرب من الطرف الأمامي، يحتوي معظمه على خلايا غروانية مرتبطة بشكل دائم بالمصفوفة.

### الغرويات في المشطيات
ولعل الأمثلة الأكثر لفتا للانتباه والأكثر شهرة للغرويات هي تلك الموجودة في المشطيات (الهلام المشط). تستخدم المشطيات الأرومات الغروية أو الغرويات في الصيد وجمع الطعام، بنفس الطريقة التي يستخدم بها أعضاء الاسعات الخلايا الغنائية. يحتفظون بالخلايا في شكل متراجع حتى ينشرونها لتأمين الفريسة.تمشيا مع وظيفتها في الصيد والحصول على الطعام، تسمى الغرويات أحيانا "خلايا لاسو"، ولكن كما هو متوقع من اسمها الشائع، فإن المصطلح غير دقيق وينطبق بشكل مختلف على الغرويات والخلايا القشرية. يتم الاحتفاظ بالآلية المنسحبة ملفوفة في المشطيات، وليس من الداخل إلى الخارج في الاسعات. إن الاسعات ايفرت تستخدم لسعاتهم لاختراق الفريسة، ولكن المشطيات تخراج كرات صغيرة من المخاط اللاصق الذي يلتصق بالجزء الخارجي من فرائسها، سلاسل الترابط اللاحقة التي كقاعدة عامة لا تفقد التعلق بالأرومة الغروية الأم. هيكل هذه الخلايا المتخصصة معقد للغاية ويختلف بين أنواع المشطيات. آلياتها لا تزال قيد الدراسة.

### الخلايا اللولنجية
يجب أن تكون الغرويات التي تربط الحيوان بالركائز قادرة على تحرير قبضتها وتثبيتها في بعض الكائنات الحية. عادة ولكن ليس دائما ، يتطلب ذلك القدرة على إذابة المادة اللاصقة بعد اكتمالالالتصاق.عندما يكون للبنية الغدية القدرة على الالتصاق واذابة المادة اللاصقة، فإنها تسمى الغدة الثنائية وهذا مطلب شائع للغاية, وهنالك أمثلة على كل من الطفيليات والديدان، التي تعيش بحرية وغيرها، أنيليدا، شوكيات الجلد وشعب أخرى. في بعض الكائنات الحية، يكون الالتصاق التي توفرها قابلة للانعكاس بحيث يتم استخدامها كأساس للحركة على الأسطح الصلبة.

### الخلط بين الغرويات والكولانسيتات
توجد فئة أخرى من الخلايا تحمل أسما مشابها على ما يبدو، "النسيج الغروي" في الإسفنج ، ولكن في هذه الحالة لا علاقة لها بالالتصاق. المصطلح مشتق من الأنسجة التي تحدث فيها الخلايا: النسيج الكولنشيمي. تم استعارة اسم النسيج الكولنشيمي بدوره من علم النبات بسبب تشابه خيالي، وغير المرتبط اساسا بين الأنسجة الإسفنجية وفئة معينة من الأنسجة الأرضية في النباتات. الكولونسيتات هي فئة من الخلايا التي تشكل النسيج الاسفنجي، اللحمة المتوسطة الناعمة بين الأديم الظاهر والأديم الباطن لجدار الجسم. وظيفته ليست مفهومة بالكامل بعد. هذه خلايا اميبية متفرعة, يبدو أنها تنتج الكولاجين وتعمل في شبكة إسفنجية. حتى أنه تم اقتراح أن لديهم دورا فسيولوجيا بدائيا, مشابها لدورالأعصاب.